# Rougon
Rougon ist eine französische Gemeinde mit 120 Einwohnern (Stand 1. Januar 2022) im Département Alpes-de-Haute-Provence in der Region Provence-Alpes-Côte d’Azur. Sie gehört zum Kanton Castellane im Arrondissement Castellane.
Die angrenzenden Gemeinden sind Blieux im Norden, Castellane im Nordosten, Trigance im Südosten, Aiguines im Süden und La Palud-sur-Verdon im Westen.

## Bevölkerungsentwicklung
| Jahr      | 1962 | 1968 | 1975 | 1982 | 1990 | 1999 | 2008 | 2016 |
| --------- | ---- | ---- | ---- | ---- | ---- | ---- | ---- | ---- |
| Einwohner | 52   | 41   | 40   | 55   | 77   | 85   | 114  | 105  |

## Sehenswürdigkeiten
- Kirche Notre-Dame-de-la-Roche et Saint-Romain
- Kapelle Saint-Christophe

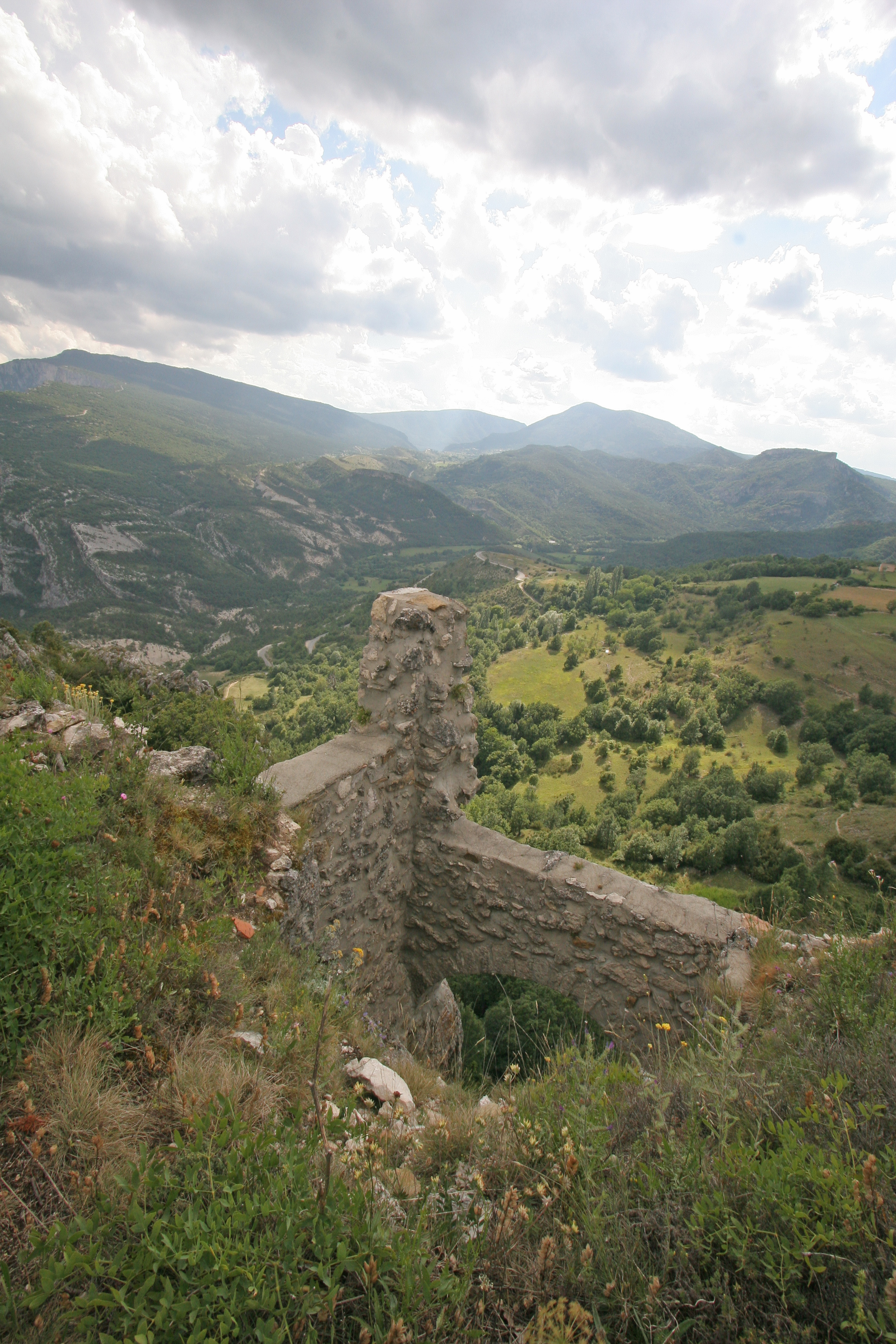
Burgruine
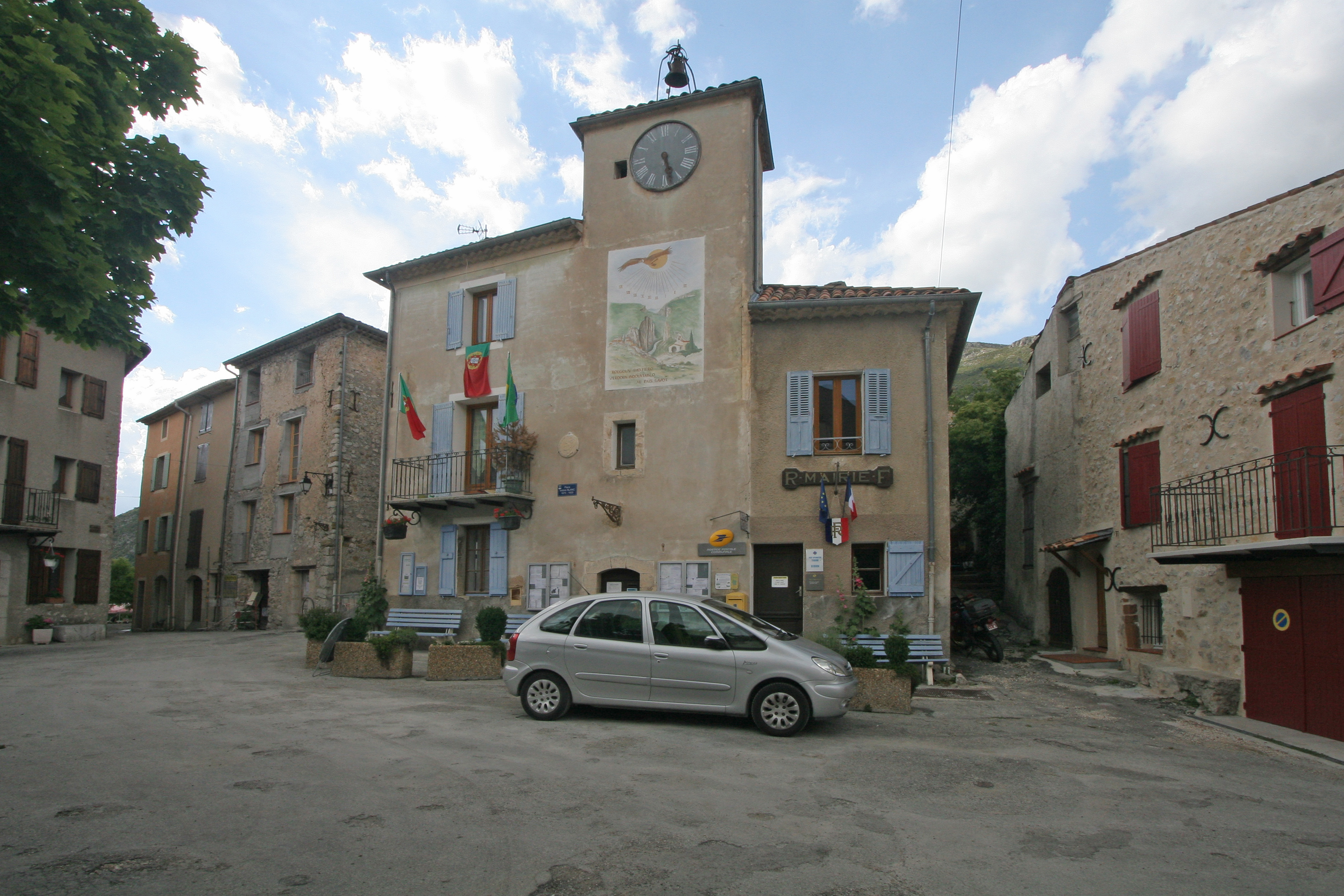
Mairie
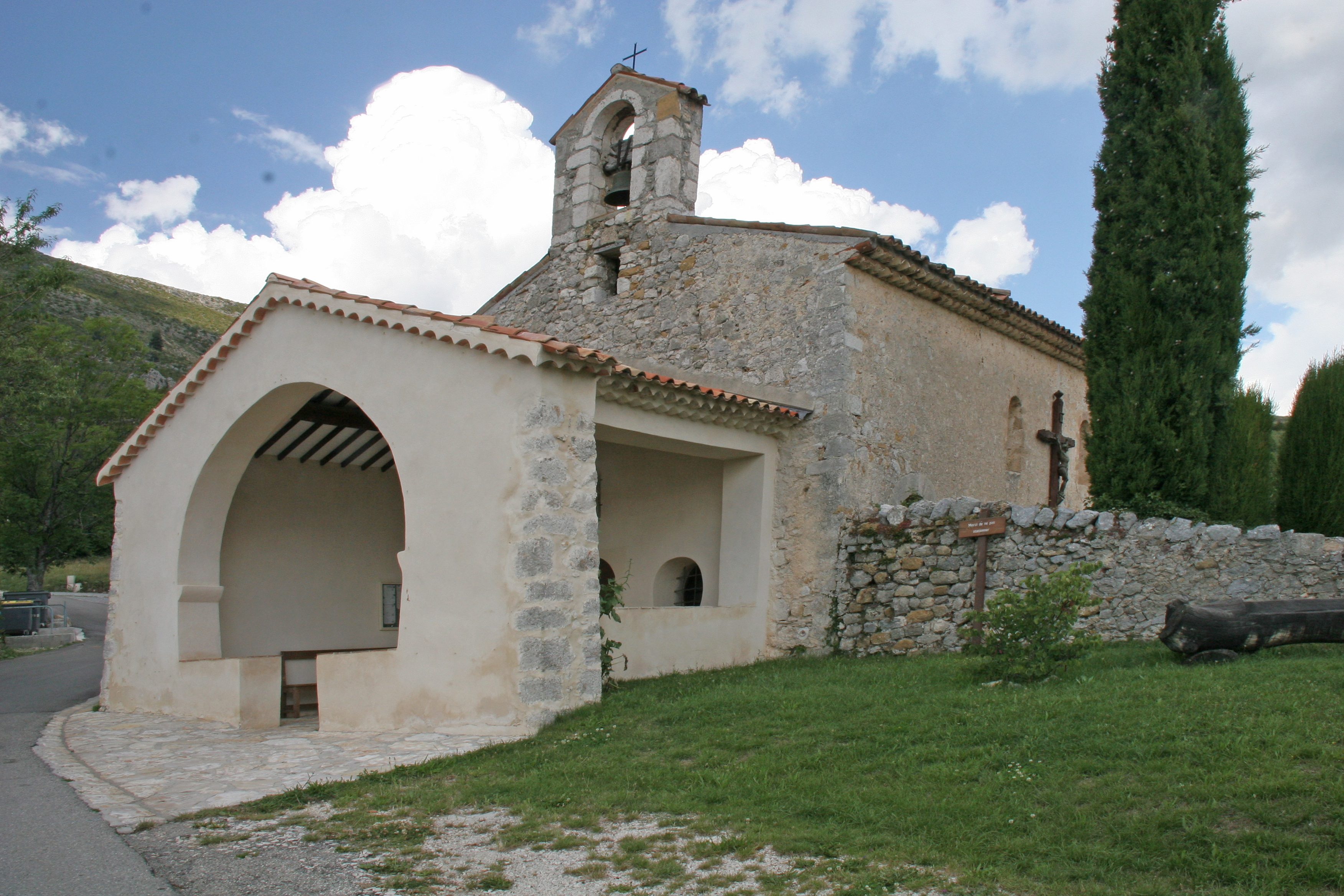
Kapelle Saint-Christophe